# Maha-Quidan
Maha-Quidan (Mahaquidan, Malaquidan, Malagidan) ist ein osttimoresischer Suco im Verwaltungsamt Alas (Verwaltungsamt Manufahi).

## Geographie
Vor der Gebietsreform 2015 hatte Maha-Quidan eine Fläche von 107,70 km². Nun sind es 120,14 km². Der Suco Maha-Quidan bildet den Südwesten des Verwaltungsamts Alas und hat eine Fläche von 107,70 km². Nordwestlich liegt der Suco Taitudac, nordöstlich, jenseits des Südlichen Laclós, der Suco Dotik und südöstlich der Suco Uma Berloic. Im Südwesten liegt das Verwaltungsamt Same mit seinem Suco Betano. Im Süden befindet sich die Timorsee. Die Grenze zu Betano bildet der Fluss Quelan, der an seiner Mündung Quelun heißt. Der Fluss entspringt im Grenzgebiet zwischen Taitudac und Maha-Quidan. Südöstlich der Flussmündung liegt das Kap Ponta Metibot. Noch ein Stück weiter entlang der Küste nach Osten liegt die Lagune Lagoa Mu nah an der Küste.
Entlang der Küste führt die Südliche Küstenstraße, eine der wichtigsten Überlandstraßen des Landes. Sie führt auch durch den Küstenort Wedauberek. Hier gibt es ein kommunales Gesundheitszentrum und eine Grundschule. Die Überlandstraße, die Alas, den Hauptort des Verwaltungsamtes, im Norden von Maha-Quidan mit der Küstenstraße verbindet, überquert auf ihrem Weg dreimal den Südlichen Lacló und damit die Grenze zu Dotik. In Alas gibt es eine medizinische Station, ein Hubschrauber, eine Grundschule (Escola primaria Alas Vila) und eine Prä-Sekundärschule. Um Alas herum liegen mehrere Vororte. Auf Gebiet von Maha-Quidan befinden sich die Dörfer Uma Mean (Umanican, Umamean) und Beremanec (Beremanek).
Im Suco befinden sich die fünf Aldeias Beremanec, Debuuain (Debuwain), Cnua Alas (Knua Alas), Tahu Bein, Uma Mean.

## Einwohner
Im Suco leben 2.245 Einwohner (2022), davon sind 1.182 Männer und 1.063 Frauen. Im Suco gibt es 397 Haushalte. Fast 97 % der Einwohner geben Tetum Terik als ihre Muttersprache an. Fast 3 % sprechen Tetum Prasa.

## Geschichte

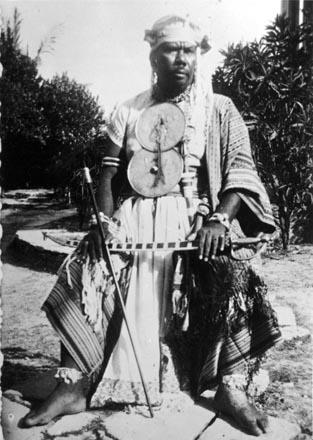
Carlos Borromeu Duarte im Álbum Fontoura

In den 1940er-Jahren war Alas ein Marktflecken mit einer Missionsstation, einer kleinen, weißen Kirche auf einem Hügel, Schule und Pfarrhaus. Der Militärposten und das Pfarrhaus bestanden aus Stein und hatten Dächer aus verzinktem Eisen. Entlang des kleinen Wasserlaufs des Seissara lagen zwischen dem Posten und dem Pfarrhaus gab es einige Kokosnussplantagen. Der knapp zwei Kilometer westlich vom Ort auf einer Anhöhe gelegene Militärposten wurde von australischen Soldaten während der Schlacht um Timor als Hauptquartier benutzt. Im August 1942 wurde er durch den Angriff von japanischen Flugzeugen beschädigt. Der Großteil der Bevölkerung verließ Alas wegen der japanischen Bombenangriffe. Ende September wurde auch das Hospital bombardiert, weil die Australier in der Nähe ihr Quartier aufgeschlagen hatten. Die Patienten mussten in die Büsche fliehen. Auch indonesisches Militär nutzte in der Besatzungszeit das Gebäude. Heute finden sich vom Militärposten nur noch ein großes Tor, einige Mauern und Stufen. Die Überwucherung durch die Vegetation wurde um 2022 beseitigt.
Carlos Borromeu Duarte, der Liurai von Alas wurde von den Japanern ermordet.
Am 27. August 1975 töteten während des Bürgerkrieges Kämpfer der UDT beim Massaker von Wedauberek elf FRETILIN-Unterstützer am Strand von Meti Oan. Die FRETILIN-Anhänger waren am 11. August gefangen genommen worden, einige gehörten der FRETILIN-Jugendorganisation UNETIM an. Als man erfuhr, dass Kämpfer der FRETILIN anrückten, brachte man die Gefangenen von Same zum Meti Oan und brachte sie dort um. Ein Opfer war Domingos Lobato, Präsident der UNETIM und Bruder von Nicolau und Rogério Lobato.
Der damalige Subdistrikt Alas war 1976 ein Rückzugsgebiet der FALINTIL, die gegen die indonesischen Invasoren kämpfte. Hier gründete sie die base de apoio Centro Sul, eine Widerstandsbasis, die Zuflucht für Flüchtlinge aus Manatuto, Same, Dili, Liquiçá, Ermera, Aileu und Ainaro bot. 1978 kamen weitere Flüchtlinge aus Turiscai dazu. Im August 1978 wurde die Basis von den Indonesiern angegriffen. Im Laufe der dreimonatigen Belagerung starben auch viele Zivilisten durch die Kampfhandlungen und durch Hunger. Tausende Osttimoresen mussten sich ergeben oder wurden gefangen genommen und wurden unter anderem in die Militärcamps Uma Metan (deutsch Schwarzes Haus) und Lebos interniert. Uma Metan war ein temporäres Lager 400 Meter südlich vom Ort Alas, Lebos lag zwei Kilometer südwestlich von Alas. Die Internierten stammten auch aus anderen Regionen Osttimors, wie Same, Fatuberlio, Turiscai, Maubisse, Aileu, Soibada und Natarbora. Allein in Uma Metan lebten zeitweise 8000 Menschen. Die einzige Wasserstelle war 500 Meter entfernt und für jede Person gab es nur eine kleine Dose Mais pro Woche zum Essen. Das Camp zu verlassen, um nach Nahrung zu suchen oder Gärten anzulegen, war verboten. Fünf bis sechs Menschen starben pro Tag an Hunger, so eine Zeugenaussage. Andere litten an Krankheiten, wie Tuberkulose, Beriberi oder Durchfallerkrankungen. Medizinische Versorgung gab es nicht. Auch Exekutionen von am Widerstand Beteiligten waren üblich. Die Kranken starben. Auf Befehl der Soldaten bauten die Internierten eine Dorfhalle und eine Schule. In der Schule unterrichteten die Soldaten die indonesische Sprache. Allerdings war die Schule im Grunde nur für junge Frauen, so dass sie in der Realität schnell zu einem Zentrum der Vergewaltigung durch Armeeangehörige wurde. Nach Angaben Einheimischer sollen in Uma Metan etwa 2000 Menschen in Massengräbern beerdigt sein. Ein weiteres „Umsiedlungslager“ befand sich in Besusu (Suco Uma Berloic). Uma Metan und Lebos waren auch wichtige Militärstützpunkte der Indonesier im Kampf gegen den Widerstand in den Bergen von Manufahi. Unter anderem waren hier Einheiten des Luftlandebataillon 700, der Bataillone 745 und 310 und der Spezialeinheit Kopassandha stationiert. Außerdem war Alas das Hauptquartier des Subdistrikt-Territorialkommandos (Koramil) und der Zivilverteidigung (Hansip).

## Politik
Bei den Wahlen von 2004/2005 wurde Domingos Pereira zum Chefe de Suco gewählt und 2009 in seinem Amt bestätigt. Bei den Wahlen 2016 gewann Cristovão P. Sanches.